# Pierścienie pośrednie

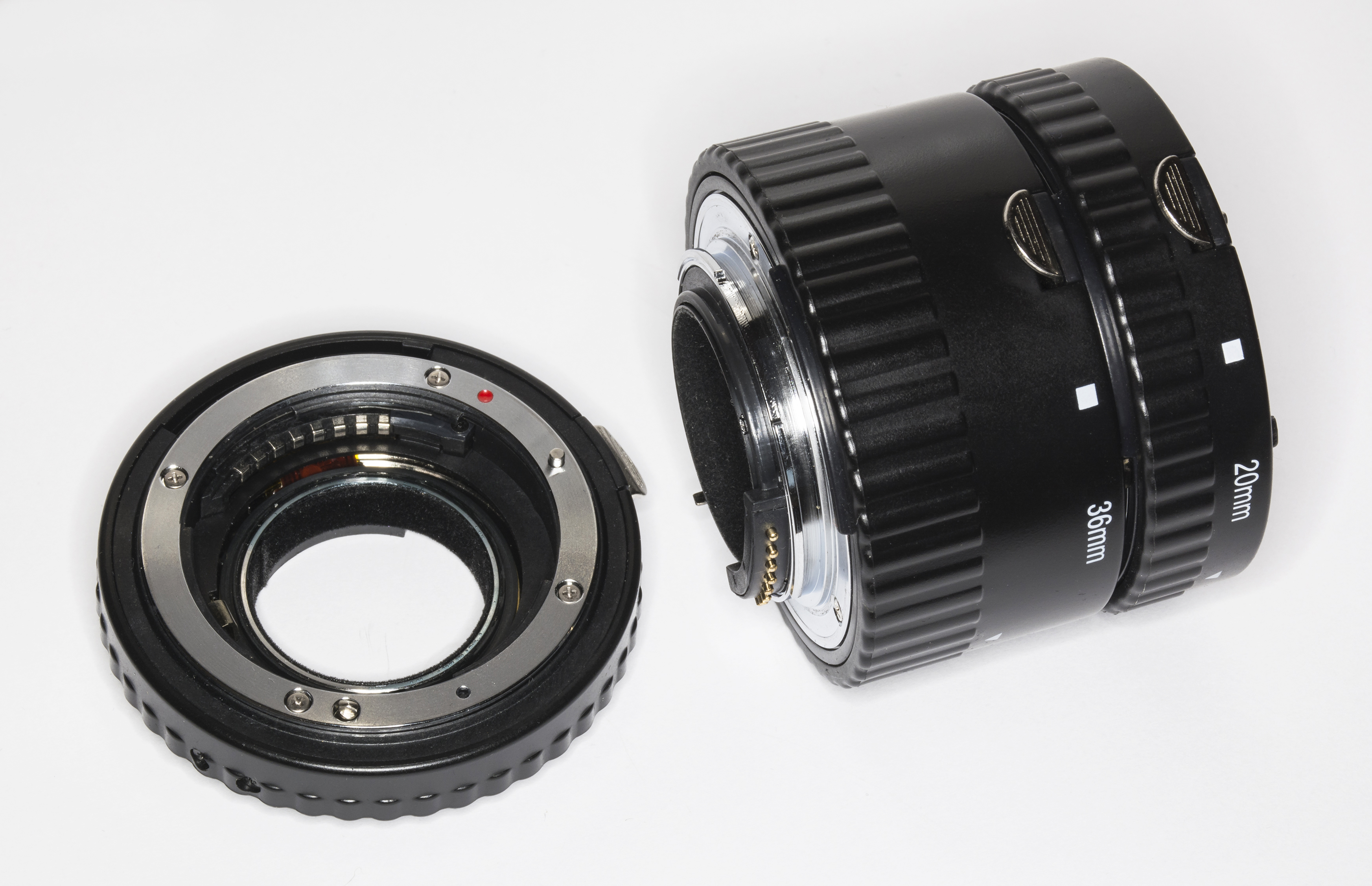
Pierścienie pośrednie do Nikona

Pierścienie pośrednie – tuleje używane w makrofotografii. Ich zadaniem jest zwiększenie odległości obiektywu od materiału światłoczułego lub matrycy. Dzięki ich zastosowaniu zmniejsza się minimalna odległość fotografowania, przez co rośnie skala odwzorowania, czyli powiększenie fotografowanego obiektu. Ceną za to jest malejąca światłosiła, dlatego obiekt fotografowany w ten sposób wymaga odpowiedniego doświetlenia.
Tubusy pierścieni występują w różnych długościach. Ponadto pierścienie można łączyć, zwiększając w ten sposób wspólną długość tubusu. Innym rozwiązaniem służącym do zwiększania odległości obiektywu od urządzenia rejestrującego jest użycie mieszka fotograficznego, którego zaletą jest płynna regulacja odległości.
Niektóre nowoczesne pierścienie pośrednie zawierają elementy przekazujące mechaniczne i elektryczne połączenia między korpusem aparatu a obiektywem, dzięki czemu jest możliwe korzystanie z automatycznej kontroli otwarcia przysłony czy automatycznego ustawiania ostrości. 